# Кривандино (станция)
Крива́ндино — узловая станция Казанского направления Московской железной дороги в городском округе Шатура Московской области.
Станция названа по селу Кривандино.
На станции останавливаются около 17 пар электропоездов в сутки маршрутов Москва-Казанская — Черусти и Куровская — Черусти; кроме того, станция является конечной для маршрута Кривандино — Рязановка (3 пары в сутки). На станции три пути для пригородных поездов и 3 платформы: 2 островные (высокая и низкая, соответственно, для поездов на Москву и на Рязановку) и 1 боковая низкая, не используемая в пассажирском движении и обслуживающая путь на Мишеронь. Также на южной стороне станции имеется несколько путей для товарных поездов. Первая электричка прошла 13 сентября 1960 года.
До 1920-х годов от станции начиналась электрифицированная УЖД на Мишеронский.
В 900 метрах от станции протекает речка Поля. На участке Ботино — Кривандино через неё имеется мост. На участке Кривандино — Туголесье имеется регулируемый железнодорожный переезд через дорогу Р106 (Куровское — Самойлиха).
На западе от станции отходит ведомственная ветка до станции Мишеронь (посёлок Мишеронский). Ветка принадлежит Мишеронскому стекольному заводу. Решение о её строительстве было принято владельцами стекольного завода в 1912 году; первоначально поезда были с конной тягой. В 2010-х годах разобрана.
На западе от станции отходит ветка на Шатурскую ГРЭС, которая несколько километров идёт параллельно главному ходу в сторону Шатуры. 
На востоке от станции отходит неэлектрифицированная однопутная ветка на юг Кривандино — Рязановка, используемая местными пригородными поездами (рельсовый автобус РА1).
Ранее была станцией 2-го класса.